# Willehadi-Kirche (Garbsen)

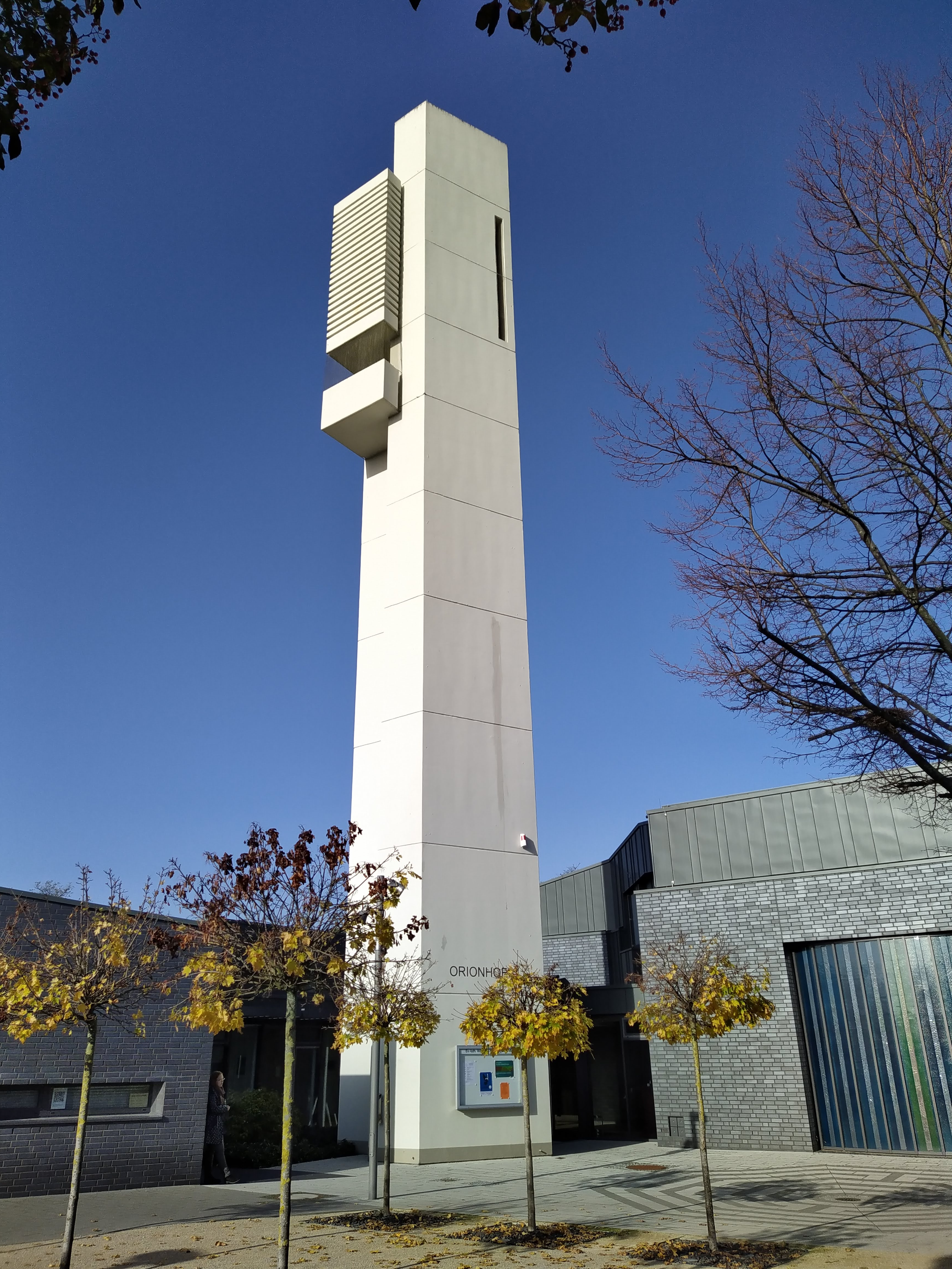
Kirchturm

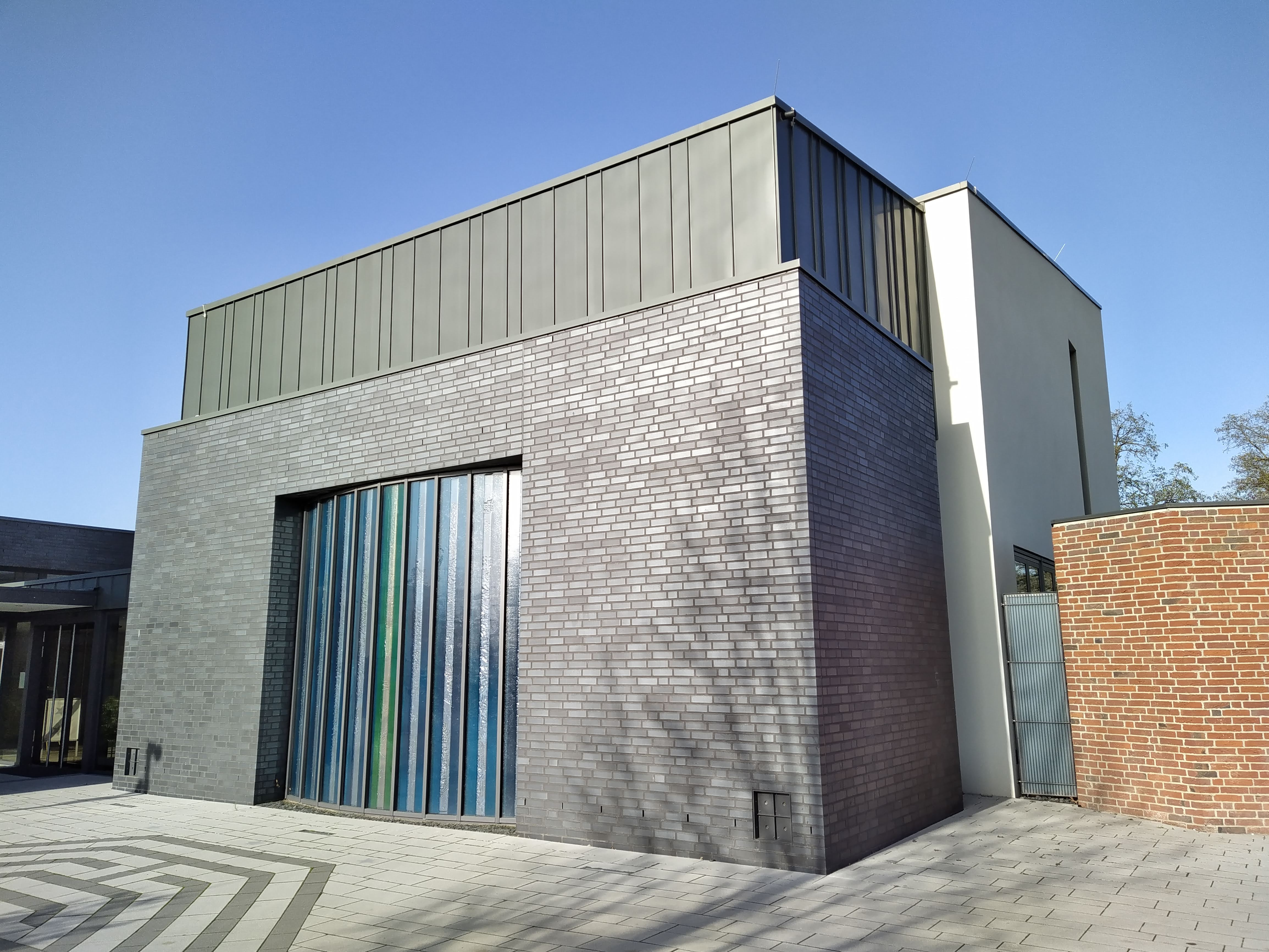
Glasfenster an der Südseite

Die Willehadi-Kirche ist eine evangelisch-lutherische Kirche in Garbsen.

## Erstes Kirchengebäude
Das erste Kirchenbauwerk, ein Klinkerbau, wurde am 26. Januar 1969 eingeweiht. In der Nacht zum 30. Juli 2013 wurde die Kirche durch Brandstiftung zerstört.

## Zweites Kirchengebäude
Die Arbeiten am Neubau der Kirche begannen im September 2015. Das neue Kirchengebäude sollte etwas kleiner und heller als das erste gestaltet werden. Der Kirchenvorstand und Architekt Gerd Lauterbach hatten sich außerdem zum Ziel gesetzt, möglichst viele erhaltene Teile der alten Kirche in den Neubau zu integrieren. Die Fertigstellung war zunächst für Sommer 2016 geplant; der erste Gottesdienst fand dann am 25. Februar 2017 statt. Bereits im Dezember 2013 war ein neues Gemeindehaus, dessen Bau bereits vor dem Brand begonnen wurde, eröffnet worden. Den Neubau ermöglichten zahlreiche Spender und Sponsoren, unter anderem auch der Gospelchor „canto vivo“, der hierfür mehrere Benefizkonzerte gab. Das gewölbte Glasfenster an der Südseite entstand nach Entwürfen der Künstlerin Christiane Schwarze-Kalkoff aus Halle (Saale) und wurde durch die Glasmalerei Peters umgesetzt.

## Gerettete Kunstobjekte
In der alten Willehadikirche gab es zwei künstlerische Bronzeobjekte, das zweiflügelige Portal des Bildhauers Karl Henning Seemann und den Kruzifix des Bildhauers Hubertus von Pilgrim. Der Weltkugelleuchter für Andachtskerzen wurde bei dem Brand durch herabfallende Balken stark deformiert. Im Rahmen einer Spendenaktion konnte er gereinigt werden, erhält jedoch die deformierte Gestalt als Symbol für die „gequälte Erde“ und hat seinen Platz im Andachtsbereich vor dem farbigen Fenster gefunden.

## Orgel
In der alten Willehadikirche war erst am 31. Oktober 2007 eine neuinstallierte Orgel mit zwei Manualen und 19 Registern eingeweiht worden, die aus der in diesem Jahr geschlossenen Kirche St. Johannes Evangelist (Garbsen) stammte. Da auch diese bei dem Brand zerstört wurde, wurde auch eine neue Orgel von dem Orgelbauer Jörg Bente angefertigt. Diese wurde im Dezember 2018 eingeweiht. Es handelt sich dabei um ein zweimanualiges Instrument mit 22 Registern.